# Павловиці (Олеський повіт)
Павловиці (пол. Pawłowice, нім. Paulsdorf) — село в Польщі, у гміні Гожув-Шльонський Олеського повіту Опольського воєводства.
Населення — 434 особи (2011).
У 1975-1998 роках село належало до Ченстоховського воєводства.

## Демографія
Демографічна структура станом на 31 березня 2011 року:
|          | Загалом | Допрацездатний вік | Працездатний вік | Постпрацездатний вік |
| -------- | ------- | ------------------ | ---------------- | -------------------- |
| Чоловіки | 223     | 43                 | 152              | 28                   |
| Жінки    | 211     | 30                 | 129              | 52                   |
| Разом    | 434     | 73                 | 281              | 80                   |